# FK Taganrog
Ne doit pas être confondu avec FK Torpedo Taganrog.
Maillots
Le Futbolny klub Taganrog (en russe : Футбольный клуб Таганрог), plus couramment abrégé en FK Taganrog, est un ancien club russe de football fondé en 2006 et disparu en 2015, et basé dans la ville de Taganrog.

## Histoire
Fondé le 2 février 2006, le club succède alors au Torpedo Taganrog, dissous deux ans plus tôt, en tant que représentant de la ville de Taganrog. Il intègre dans la foulée la troisième division russe où il prend part à la zone Sud.
L'équipe évolue au troisième échelon pendant neuf saisons entre 2006 et 2015, réalisant sa meilleure performance lors de la saison 2012-2013 en terminant sixième.
Le club est finalement dissous à l'issue de la saison 2014-2015 à la suite du retrait du financement de la région et de la ville de Taganrog,.

## Bilan sportif

### Classements en championnat
La frise ci-dessous résume les classements successifs du club en championnat.

### Bilan par saison
| Saison    | Championnat | Championnat | Championnat | Championnat | Championnat | Championnat | Championnat | Championnat | Championnat | Championnat | Coupe de Russie |
| Saison    | Division    | Pos         | Pts         | J           | V           | N           | D           | BP          | BC          | Diff        | Coupe de Russie |
| --------- | ----------- | ----------- | ----------- | ----------- | ----------- | ----------- | ----------- | ----------- | ----------- | ----------- | --------------- |
| 2006      | 3e Sud      | 14e         | 28          | 32          | 7           | 7           | 18          | 35          | 52          | -7          | —               |
| 2007      | 3e Sud      | 7e          | 43          | 28          | 13          | 4           | 11          | 40          | 32          | +8          | Troisième tour  |
| 2008      | 3e Sud      | 12e         | 36          | 34          | 9           | 9           | 16          | 34          | 42          | -8          | Deuxième tour   |
| 2009      | 3e Sud      | 18e         | 18          | 34          | 4           | 6           | 24          | 27          | 73          | -46         | Cinquième tour  |
| 2010      | 3e Sud      | 15e         | 28          | 32          | 8           | 4           | 20          | 28          | 53          | -25         | Deuxième tour   |
| 2011-2012 | 3e Sud      | 13e         | 37          | 34          | 10          | 7           | 17          | 40          | 51          | -11         | Deuxième tour   |
| 2011-2012 | 3e Sud      | 13e         | 37          | 34          | 10          | 7           | 17          | 40          | 51          | -11         | Premier tour    |
| 2012-2013 | 3e Sud      | 6e          | 51          | 32          | 15          | 6           | 11          | 50          | 34          | +16         | Troisième tour  |
| 2013-2014 | 3e Sud      | 11e         | 43          | 34          | 12          | 7           | 15          | 38          | 47          | -9          | Deuxième tour   |
| 2014-2015 | 3e Sud      | 9e          | 21          | 22          | 5           | 6           | 11          | 15          | 31          | -16         | Troisième tour  |